# Penny Dreadful (televisieserie)
Penny Dreadful is een Brits-Amerikaanse televisieserie in het horror-dramagenre.
De eerste aflevering werd door Showtime uitgezonden op 11 mei 2014, in het eerste seizoen zouden er in totaal acht afleveringen uitgezonden worden.
De term 'penny dreadful' verwijst naar de zogenoemde dime novels ("stuiversroman", of letterlijker: "dubbeltjesroman") die centraal staan in de tv-serie. Zo worden er verwijzingen gemaakt naar vele publieke fictieve figuren bekend van 19e-eeuwse Britse en Ierse gotische verhalen, zoals Dorian Gray uit Oscar Wilde's The Picture of Dorian Gray, Mina Harker, Abraham Van Helsing, Dr. Seward, Renfield, en Graaf Dracula uit Bram Stokers Dracula, Victor Frankenstein en zijn monster uit Mary Shelley's Frankenstein en Dr. Henry Jekyll uit Robert Louis Stevensons Strange Case of Dr Jekyll and Mr Hyde.